# Abdul Salam Rocketi
 (mai 2016).
Si vous disposez d'ouvrages ou d'articles de référence ou si vous connaissez des sites web de qualité traitant du thème abordé ici, merci de compléter l'article en donnant les références utiles à sa vérifiabilité et en les liant à la section « Notes et références ».
Abdul Salam Rocketi est un ancien combattant moudjahidin et commandant taliban. Il s'est depuis éloigné des talibans pour se lancer en politique en participant en 2005 à l'élection au Parlement afghan et à l'élection présidentielle afghane de 2009.

## Biographie
Originaire de Zaboul, Rocketi a reçu son surnom dans les années 1980, de par son utilisation du lance-roquettes pour combattre les hélicoptères et tanks soviétiques durant la guerre d'Afghanistan. En 1995, il rejoint les talibans et devient commandant de la ville de Jalalabad. En 2001, il était commandant en chef dans les provinces de Kunar, Nangarhar et Laghman.